# Contea di Stoccolma
La contea di Stoccolma o Stockholms län è una delle contee o län della Svezia, situata sulla costa centrale del paese.
Confina con le contee di Uppsala e Södermanland e con il mar Baltico.

## Amministrazione
Come le altre contee, e sul modello organizzativo napoleonico, la contea è gestita da due diverse autorità:
- come circoscrizione statale, è sotto il potere della prefettura, il consiglio amministrativo provinciale di Stoccolma (Länsstyrelsen Stockholm) guidata da un governatore di nomina nazionale;
- come ente locale, è amministrata dal consiglio provinciale dal 2018 chiamato Regione (Region Stockholm) ed eletto ogni quattro anni dal popolo.

## Storia
Essendo una città dì età rinascimente, Stoccolma inizialmente non aveva un suo territorio nella suddivisione medievale delle province della Svezia, allo stesso modo in cui non aveva una propria diocesi. La contea fu dunque creata solo nel 1714 da territori di Uppsala e di Södermanland, mentre la capitale venne tenuta separata sotto un regio governatore fino al 1968.

## Comuni
|  | - Botkyrka - Danderyd - Ekerö - Haninge - Huddinge - Järfälla - Lidingö - Nacka - Norrtälje - Nykvarn - Nynäshamn - Salem - Sigtuna | - Sollentuna - Solna - Stoccolma - Sundbyberg - Södertälje - Tyresö - Täby - Upplands-Bro - Upplands Väsby - Vallentuna - Vaxholm - Värmdö - Österåker |

## Aree naturali
In questa contea si trovano il Parco nazionale Ängsö e il Parco nazionale Tyresta.